# Wugu
Wugu (chinesisch 五股區, Pinyin Wǔgǔ Qū, Pe̍h-ōe-jī Ngó•-kó•) ist ein Bezirk der Stadt Neu-Taipeh im Norden Taiwans, Republik China.

## Lage und Bedeutung
Wugu grenzt im Norden und Westen an den Bezirk Bali, im Süden an die Bezirke Linkou, Taishan, Xinzhuang und Sanchong, sowie im Osten an den Bezirk Luzhou und die Bezirke Shilin und Beitou der Stadt Taipeh. Wugu ist zu etwa zwei Dritteln hügelig, sein Wahrzeichen ist der im Norden des Bezirks gelegene Berg Guanyin Shan, der gleichzeitig ein beliebtes Ausflugsziel ist.
In Wugu liegt der Industriepark Neu-Taipeh, einer der bedeutendsten Industriedistrikte des Großraums Taipeh. Neben dem Guanyin-Berg ist der 1752 errichtete buddhistische Xiyun-Tempel ein Anziehungspunkt für Besucher.

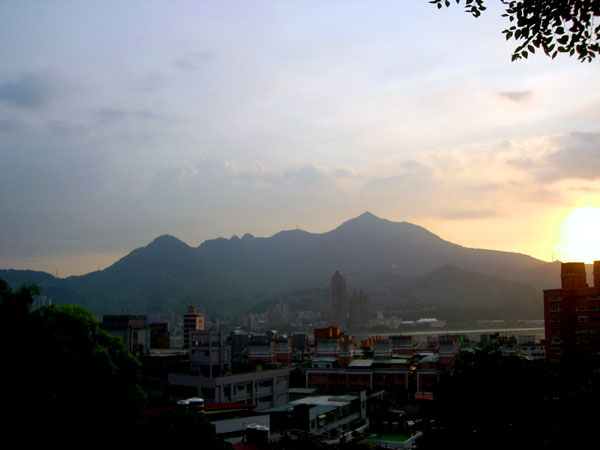
Der Guanyin-Shan
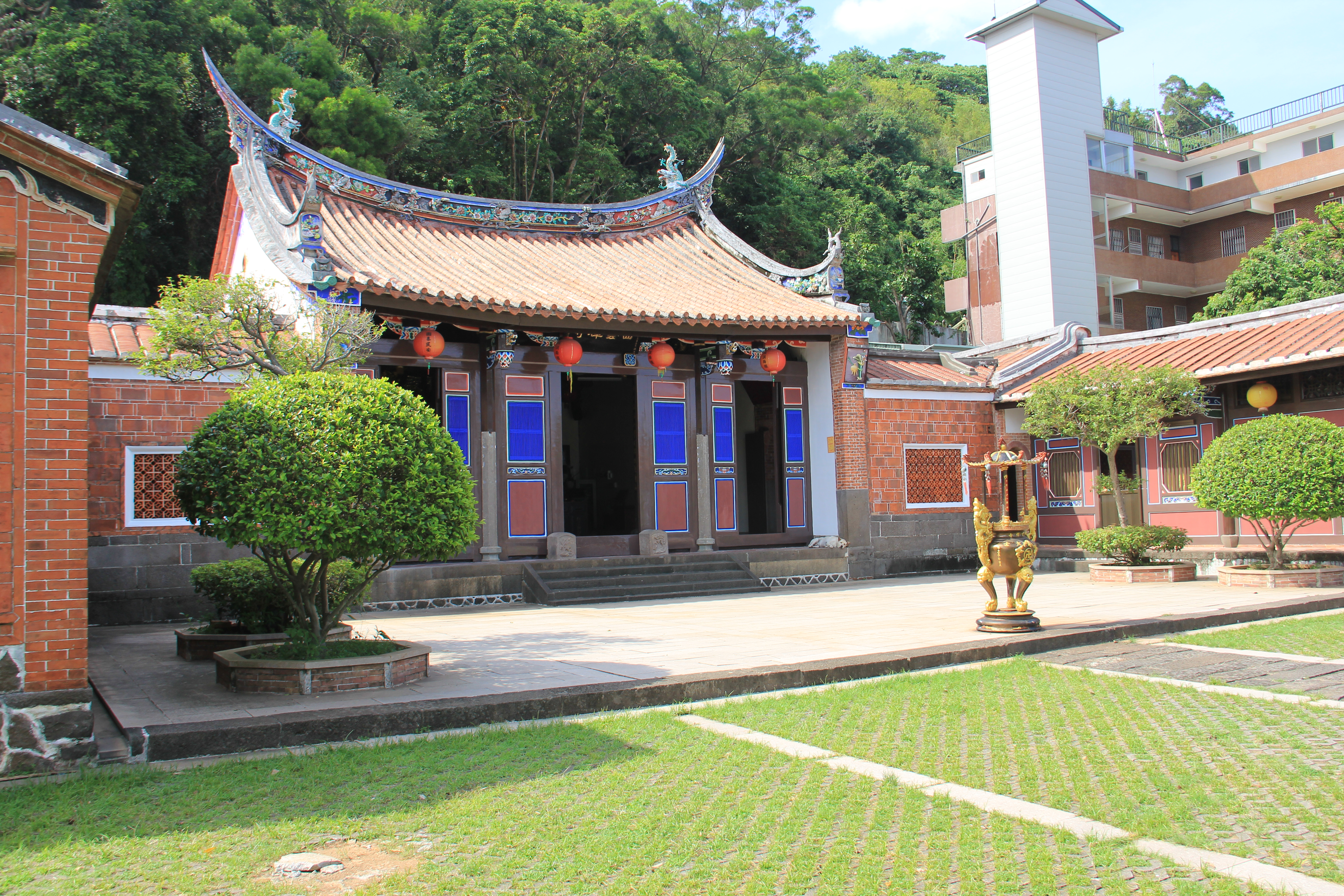
Der Xiyun-Tempel